# Медвежонок Барни
«Медвежонок Барни» (Barny) — торговая марка бисквитов для детей от 3 лет, принадлежащая с 1996 года компании Mondelēz International.

## История
История торговой марки «Медвежонок Барни» берёт своё начало в 1996 году во Франции. В последующие годы продукция «Барни» начала продаваться в других странах: в 1999 году — в Бельгии, в 2004 году — в Чехии, в 2007 году — в России, Испании и на Балканах, в 2009—2013 годах — в ОАЭ, Великобритании, Казахстане и Саудовской Аравии, а в 2014—2025 годах — в Африке, Южной Америке, Евросоюзе и Центральной Азии. В Белоруссию и Украину продукция поставляется по параллельному импорту.
В основном, продукция «Медвежонок Барни» распространяется в Великобритании и Словакии. В Чешской Республике продукция носит название Brumikin (сокр. Brumík), во Франции — Oursonin, в Северной Америке — Teddy, в Польше — Lubisie, в Румынии — Barni, в Португалии — Lulu, а в Венгрии — Dörmi.
Талисманом бренда является антропоморфный бурый медвежонок Барни. Бисквитные пирожные «Медвежонок Барни» выпускаются в форме медвежат.
Некоторое время под брендом «Медвежонок Барни» выпускались мини-печенья для завтрака и пирожные-сэндвичи (Fun Sandwich).

## Продукция[17]
Бисквитные пирожные «Медвежонок Барни» состоят, в основном, из пшеничной муки, растительного масла, яичных желтков, злаков, молока и какао (с конца 2010-х—начала 2020-х годов ингредиенты указываются на упаковках). С конца 2010-х годов выпускаются пирожные «Барни DUO» с двойными начинками.
Пирожные выпускаются со следующими начинками:
- шоколад
- молоко
- банан и йогурт (с 2012 года)
- варёная сгущёнка (с 2016 года)[22]
- клубника (с 2014 года)
- абрикос (с 2020 года)[23]
- лесные ягоды (с 2017 года)[24]
- яблоко (с 2013 года)

Пирожные со всеми начинками, кроме молочной, имеют одинаковую внешность.